# Stephen Collins
Stephen Weaver Collins (Des Moines, 1º ottobre 1947) è un attore e cantante statunitense.

## Biografia
Nipote del generale James Baird Weaver, Candidato Presidenziale del partito Greenback nel 1880 e Candidato del Popolo del 1892, Stephen Collins è cresciuto a Hastings-on-Hudson, New York. Ha frequentato l'Amherst College dove si è laureato magna cum laude.
Ad Amherst ha suonato il basso elettrico e la chitarra ritmica per diverse band di rock and roll, inclusi Tambourine Charlie & The Four Flat Tires, The Naugahyde Revolution, e The Flower & Vegetable Show.
Ha recitato a Broadway in opere come The Ritz e No Sex Please, We're British, mentre in altri teatri ha recitato al fianco di Sigourney Weaver in  Beyond Therapy di Christopher Durang. Sotto la regia di Billy Wilder ha dato vita nel film Fedora (1978) al personaggio di un aspirante produttore, interpretato nell'età matura da William Holden.
Ha interpretato il reverendo Eric Camden in oltre duecento episodi della serie televisiva Settimo cielo, ove, oltre alla sua co-protagonista Beverley Mitchell, è l'unico membro del cast originale della serie che compare in tutti gli episodi. Ha interpretato il Capitano/Comandante Willard Decker in Star Trek: Il film (1979). Altre sue partecipazioni televisive includono Tattingers, Working It Out, Una famiglia americana, Barnaby Jones, Charlie's Angels, Perché te lo dice mamma, Brothers & Sisters - Segreti di famiglia e altre mini-serie e film per la tv, come Mamma per forza (1996).
Stephen è l'autore di due romanzi: Eye Contact (1994) e Double Exposure (1998).

## Vita privata
Dal 1970 al 1978 è stato sposato con Marjorie Weinman. Nel 1985 ha sposato l'attrice Faye Grant, dalla quale ha avuto una figlia, Kate, nata nel 1989. È di religione episcopale e pratica la meditazione trascendentale.
Nel 2014 è stato accusato di pedofilia dalla moglie, in quanto, in seguito a una confidenza, ha confessato di aver molestato 3 bambine. Nel gennaio 2015 la coppia ha divorziato.
Nel dicembre 2014 ha ammesso di aver molestato più volte tre ragazzine, mostrandosi senza vestiti o toccandosi davanti a loro, rispettivamente nel 1973, 1982 e 1994, e di aver chiesto perdono solamente alla prima vittima. In seguito a questi avvenimenti è stato in terapia per 20 anni.

## Filmografia

### Cinema
- Tutti gli uomini del presidente (All the President's Men), regia di Alan J. Pakula (1976)
- Between the Lines, regia di Joan Micklin Silver (1977)
- Fedora (Billy Wilder), regia di Billy Wilder (1978)
- The Promise, regia di Gilbert Cates (1979)
- Star Trek (Star Trek: The Motion Picture), regia di Robert Wise (1979)
- Quattro passi sul lenzuolo (Loving Couples), regia di Jack Smight (1980)
- Chi più spende... più guadagna! (Brewster's Millions), regia di Walter Hill (1985)
- Energia pulita (Choke Canyon), regia di Chuck Bail (1986)
- Jumpin' Jack Flash, regia di Penny Marshall (1986)
- Il grande regista (The Big Picture), regia di Christopher Guest (1989)
- Stella, regia di John Erman (1990)
- Un uomo, una donna, una pistola (My New Gun), regia di Stacy Cochran (1992)
- Il club delle prime mogli (The First Wives Club), regia di Hugh Wilson (1996)
- Il fascino dell'inganno (The babysitter's Seduction), regia di David Burton Morris (1996)
- Drive Me Crazy, regia di John Schultz (1999)
- The Commission (2003)
- Blood Diamond - Diamanti di sangue (Blood Diamond), regia di Edward Zwick (2006)
- Perché te lo dice mamma (Because I Said So), regia di Michael Lehmann (2007)
- I tre marmittoni (The Three Stooges), regia di Peter e Bobby Farrelly (2012)

### Televisione
- Una famiglia americana (The Waltons) - serie TV, 1 episodio (1975)
- La grande rapina (Brinks: The Great Robbery), regia di Marvin J. Chomsky - film TV (1976)
- Operazione Tortugas (The Rhinemann Exchange), regia di Burt Kennedy - miniserie TV (1977)
- Charlie's Angels - serie TV, episodio 3x03 (1978)
- The Henderson Monster, regia di Waris Hussein - film TV (1980)
- Great Performances - serie TV, 1 episodio (1981)
- Summer Solstice, regia di Ralph Rosenblum - film TV (1981)
- Diario del Terzo Reich (Inside the Third Reich), regia di Marvin J. Chomsky - film TV (1982)
- I predatori dell'idolo d'oro (Tales of the Gold Monkey) - serie TV, 22 episodi (1982-1983)
- I capi (Chiefs), regia di Jerry London - miniserie TV (1983)
- Lo specchio nero (Dark Mirror), regia di Duke Vincent - film TV (1984)
- Tre per un amore (Threesome), regia di Lou Antonio - film TV (1984)
- I viaggiatori delle tenebre (The Hitchhiker) - serie TV, 1 episodio (1985)
- Hold the Dream, regia di Don Sharp - miniserie TV (1986)
- Le due signore Grenville (The Two Mrs. Grenvilles), regia di John Erman - miniserie TV (1987)
- Weekend War, regia di Steven Hilliard Stern - film TV (1988)
- Tattingers - serie TV, 13 episodi (1989)
- Working It Out - serie TV, 13 episodi (1990)
- Jackie (A Woman Named Jackie), regia di Larry Peerce - miniserie TV (1991)
- Finché delitto non ci separi (A Woman Scorned: The Betty Broderick Story), regia di Dick Lowry - film TV (1992)
- Finché delitto non ci separi 2 (Her Final Fury: Betty Broderick, the Last Chapter), regia di Dick Lowry - film TV (1992)
- Remember, regia di John Herzfeld - film TV (1993)
- La scomparsa di Nora - Identità scomparsa (The Disappearance of Nora), regia di Joyce Chopra - film TV (1993)
- Rossella (Scarlett), regia di John Erman - miniserie TV (1994)
- Dietro il silenzio di mio figlio (A Family Divided), regia di Donald Wrye - film TV (1995)
- Sisters - serie TV, 15 episodi (1995-1996)
- Settimo cielo (7th Heaven) - serie TV, 242 episodi (1996-2007)
- On Seventh Avenue, regia di Jeff Bleckner - film TV (1996)
- La vera storia di Ivana Trump (For Love Only: The Ivana Trump Story), regia di Michael Lindsay-Hogg - film TV (1996)
- Il fascino dell'inganno (The Babysitter's Seduction), regia di David Burton - film TV (1996)
- Mamma per forza (An unexpected family), regia di Larry Elikann – film TV (1996)
- An Unexpected Life, regia di David Hugh Jones - film TV (1998)
- In corsa contro il tempo (As Time Runs Out), regia di Jerry London - film TV (1999)
- In vacanza con i pirati (Jumping Ship), regia di Michael Lange - film TV (2001)
- C'è sempre il sole a Philadelphia (It's Always Sunny in Philadelphia) - serie TV, 2 episodi (2006)
- Square Off - serie TV, 1 episodio (2007)
- Every Second Counts, regia di John Bradshaw - film TV (2008)
- Law & Order - Unità vittime speciali (Law & Order: Special Victims Unit) - serie TV, 1 episodio (2008)
- Private Practice - serie TV, 4 episodi (2009-2011)
- Brothers & Sisters - Segreti di famiglia (Brothers & Sisters) - serie TV, 1 episodio (2010)
- No Ordinary Family - serie TV, 20 episodi (2010–2011)
- The Office - serie TV, 1 episodio (2011)
- Scandal - serie TV, episodio 2x08 (2012)
- Revolution - serie TV, 22 episodi
- Devious Maids - serie TV, 5 episodi (2013)
- Falling Skies - serie TV, episodi 3x04- 3x07 (2013)
- The Fosters - serie TV, episodio 1x10 (2013)

## Discografia

### Album in studio
- 2003 - Stephen Collins

### Raccolte
- 2005 - The Hits of Rick Nelson (con The 7th Band)

## Doppiatori italiani
Nelle versioni in italiano delle opere in cui ha recitato, Stephen Collins è stato doppiato da:
- Gino La Monica in Star Trek[5], Chi più spende... più guadagna, Le due signore Grenville, Sisters, La vera storia di Ivana Trump, C'è sempre il sole a Philadelphia
- Claudio Capone in Il club delle prime mogli, Dietro il silenzio di mio figlio, In corsa contro il tempo, Settimo cielo
- Luca Biagini in Blood Diamond - Diamanti di sangue, The Office
- Angelo Nicotra in Tutti gli uomini del Presidente
- Renato Cortesi in Tre per un amore
- Carlo Marini in Jumpin' Jack Flash
- Sergio Di Stefano in Stella
- Fabrizio Temperini in Mamma per forza
- Maurizio Reti in Drive Me Crazy
- Edoardo Siravo in Perché te lo dice mamma
- Saverio Indrio in I tre marmittoni
- Piero Leri in I predatori dell'idolo d'oro
- Claudio De Davide in Working it out
- Luca Ward in Rossella
- Massimo Corvo ne Il fascino dell'inganno
- Stefano De Sando in Law & Order - Unità vittime speciali
- Dario Penne in Private Practice
- Dario Oppido in Scandal
- Saverio Moriones in No Ordinary Family
- Sergio Di Giulio in Revolution
- Stefano Mondini ne Il fascino dell'inganno (ridoppiaggio)